# Beierolpium novaguineense
Beierolpium novaguineense är en spindeldjursart som först beskrevs av Beier 1935.  Beierolpium novaguineense ingår i släktet Beierolpium och familjen Olpiidae. Inga underarter finns listade.